# Вибухи в Лондоні 7 липня 2005 року

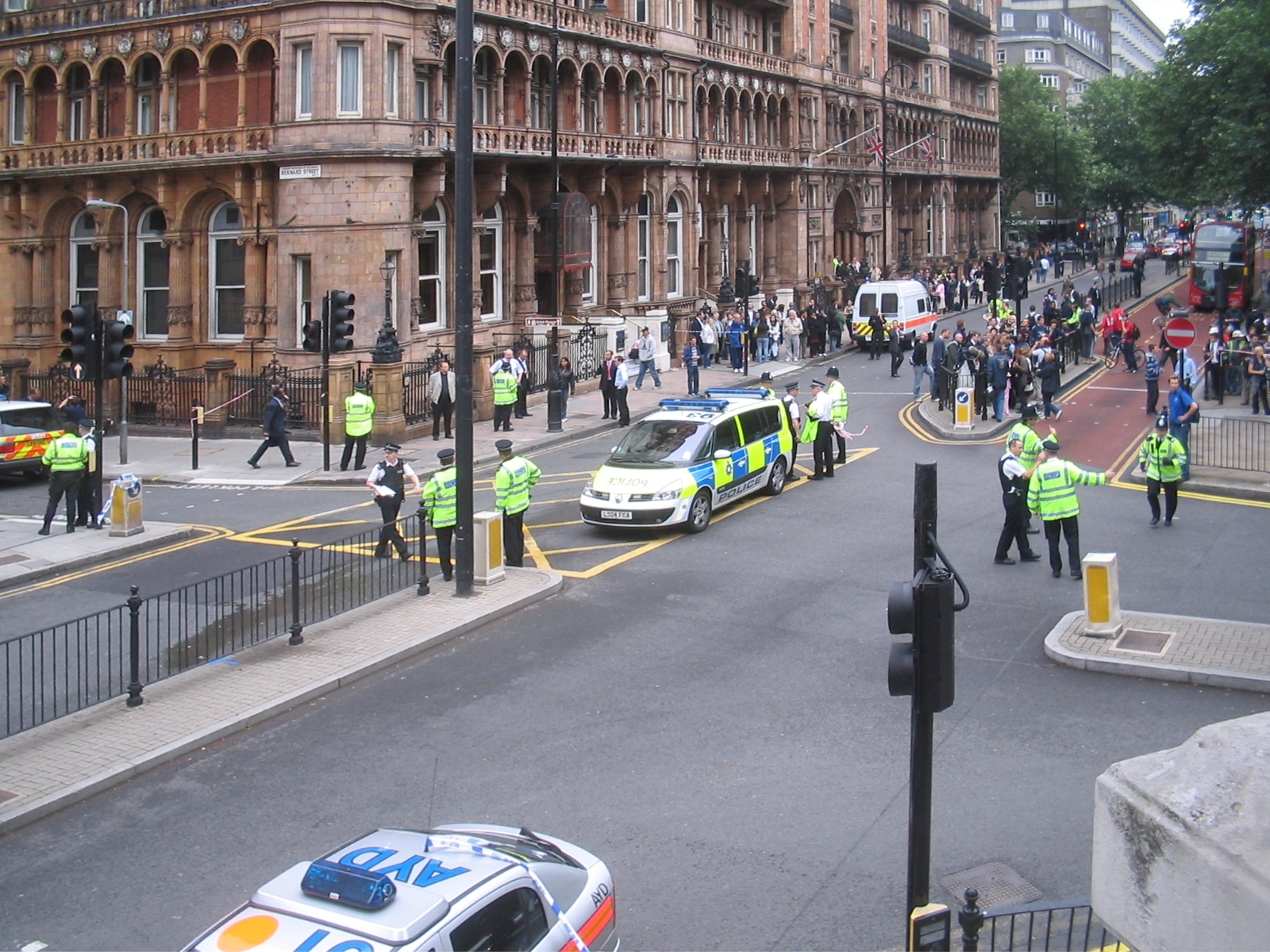
Лондонська поліція на Рассел-сквер

Вибухи у Лондоні 7 липня 2005 року — серія терористичних атак у громадському транспорті Лондона, скоєна 4 терористами-смертниками вранці 7 липня 2005 року. Внаслідок дій терористів загинули 52 особи, понад 700 людей дістали поранення різного ступеня важкості.

## Вибухи
4 терористи привели в дію вибухові пристрої з близько годинним інтервалом:
- 8:51 — вибух у потязі метро на Кільцевій лінії за 100 метрів від станції Мургейт; загинуло 7 осіб[2].
- 8:56 — вибух у потязі метро на лінії Пікадиллі між станціями Кінгс-Кросс і Рассел-сквер; загинула 21 особа[2].
- 9:17 — вибух у метро; загинуло 5 осіб[2].
- 9:47 — вибух у переповненому автобусі поблизу Рассел-сквер і Тавісток-сквер; загинуло 7 осіб.

## Жертви
Жертвами терористичного акту стали громадяни різних країн.
| Національність  | Загиблі |
| --------------- | ------- |
| Велика Британія | 32      |
| Польща          | 3       |
| В'єтнам         | 2       |
| Італія          | 1       |
| Франція         | 1       |
| Гана            | 1       |
| Афганістан      | 1       |
| Індія           | 1       |
| Нова Зеландія   | 1       |
| Маврикій        | 1       |
| Румунія         | 1       |
| Нігерія         | 1       |
| Шрі-Ланка       | 1       |
| Туреччина       | 1       |
| Іран            | 1       |
| Гренада         | 1       |
| Ізраїль         | 1       |
| Кенія           | 1       |
| Разом           | 52      |

## Організація терактів
Відповідальність за теракти взяла на себе терористична організація Аль-Каїда.